# TÜV Rheinland

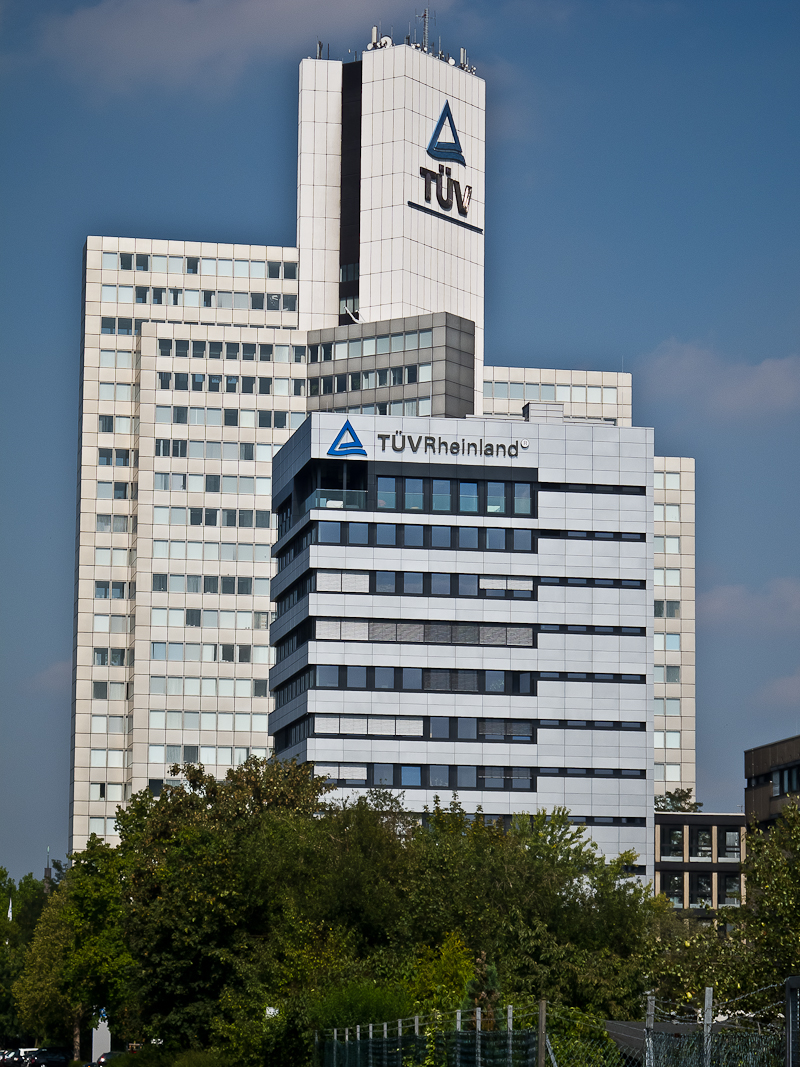
Oficinas centrales en Colonia

TÜV Rheinland (pronunciación alemana: [ˈtʏf ˈʁaɪnlant]) es un proveedor a escala mundial de servicios técnicos, de seguridad y certificación. Inicialmente llamada Dampfkessel-Überwachungs-Verein (Cuerpo de Inspectores de Calderas de Vapor), TÜV Rheinland fue fundada en 1872 y tiene su oficina central en Colonia, Alemania. Renombrada en 1936 como grupo TÜV Rheinland (Organización de Inspecciones Técnicas), el grupo emplea a unas 19.320 personas en 520 sedes de 69 países y genera unos ingresos anuales de 1731 millones de euros (el 51 % fuera de Alemania). El principio rector del grupo es lograr el desarrollo sostenido de la seguridad y la calidad con el fin de responder a los desafíos que surgen de la interacción entre el hombre, la tecnología y el medio ambiente (de ahí el logotipo con forma de triángulo).

## Áreas de negocios clave
TÜV Rheinland ha agrupado sus más de 2500 servicios en una cartera de 42 áreas de negocio mundiales. Estas se combinan, a su vez, en 6 corrientes comerciales: Servicios Industriales, Movilidad, Productos, Cuidado y Salud, Formación y Consultoría, y Sistemas. Las áreas de ensayos incluyen vehículos motorizados, instalaciones y plantas industriales, así como bienes de consumo. Los bienes de consumo, por ejemplo, pueden ser probados y certificados de conformidad con la marca GS alemana por TÜV Rheinland. Hoy, TÜV Rheinland es un líder mundial en las áreas de ensayos para juguetes y muebles, así como en la evaluación y certificación de la energía fotovoltaica.
Otros servicios incluyen la certificación de sistemas de gestión (según la norma ISO 9000 / ISO 9001) o los servicios de acceso a los mercados (que agilizan la importación y exportación de productos), por citar algunos ejemplos.
Detalles de ramos de actividad:
1. Servicios Industriales
Este ramo de actividad incluye las áreas de negocio de equipos de presión y tecnología de materiales, elevadores, tecnología de transporte y de maquinaria, ingeniería eléctrica y tecnología de la construcción, cadena de suministros y de servicios de integridad, ingeniería civil, energía y medio ambiente, así como gestión de proyectos y supervisión.
La inspección de los recipientes a presión representa el origen de la inspección técnica sistemática en Alemania. TÜV Rheinland inspecciona equipos a presión a lo largo de todo el ciclo de vida de los mismos, desde la producción hasta el funcionamiento seguro. La certificación de los productos, del personal y de las plantas de fabricación también forma parte de los servicios de TÜV Rheinland.
2. Movilidad
Con 5,5 millones de inspecciones anuales a escala mundial, el negocio de inspección técnica de vehículos, tanto móvil como estacionaria, es un área clave de los segmentos de negocio de TÜV Rheinland. La empresa lleva a cabo inspecciones generales de vehículos en España y varios países europeos, así como en Argentina y Chile. En Alemania, TÜV Rheinland realiza más de 2,6 millones de inspecciones generales cada año.
3. Productos
Este ramo de actividad cubre los ensayos en artículos de uso cotidiano, como la electrónica de consumo, el cristal, los muebles, los textiles, los juguetes, los artículos de ocio, los electrodomésticos o alimentos. Otros ensayos incluyen el análisis de sustancias ambientales y peligrosas, pruebas de compatibilidad electromagnética para productos eléctricos y electrónicos, maquinaria y productos sanitarios, así como ensayos en sistemas fotovoltaicos, baterías y pilas de combustible.
4. Cuidado y Salud
Salud ocupacional, protección y seguridad laboral, gestión de la salud, dispositivos médicos, prevención y bienestar son las áreas de las que se ocupa este ramo de actividad.
5. Formación y Consultoría
El ramo de actividad de formación y consultoría apoya a las empresas, así como a los individuos, con programas de formación y capacitación, seminarios para especialistas y administradores. Además, la cartera de TÜV Rheinland Academy incluye servicios para el mercado laboral, la gestión de la investigación y el desarrollo, la seguridad informática, la protección de datos y la seguridad de la información, la consultoría de negocios, la administración de escuelas privadas y, además, gestiona su propia editorial.
6. Sistemas
Los servicios de TÜV Rheinland para la auditoría y la certificación de sistemas de gestión, así como la seguridad de los sistemas informáticos y de comunicaciones se combinan en este ramo de actividad.
La compañía evalúa sistemas de gestión y procesos informáticos, determinados servicios u organizaciones enteras como tercera parte implicada con carácter neutral.

## Historia
La historia del Grupo TÜV Rheinland es la historia de su crecimiento, pasando de ser una organización de ensayos regional a un proveedor internacional de servicios técnicos. Hoy en día, el grupo empresarial está presente en 62 países y en 42 áreas de negocios.
La historia de la compañía se remonta a 1872, cuando un grupo de empresarios fundó el «Dampfkessel-Überwachungs-Vereine» (DÜV) o «Cuerpo de Inspectores de Calderas de Vapor». El objetivo del DÜV era garantizar la seguridad técnica de las calderas de vapor, un tema inherente a aquellos tiempos.
1872
Los empresarios fundaron la «Verein zur Überwachung der Dampfkessel» (una organización para inspeccionar las calderas de vapor) –el predecesor del Grupo TÜV Rheinland– en los distritos de Elberfeld y Barmen (Alemania) para garantizar la seguridad de sus instalaciones de producción. Poco más tarde, las autoridades concedieron a la organización el permiso para llevar a cabo inspecciones obligatorias.
1877
Más de 80 operadores de calderas de vapor se fusionan y forman el «Rheinischer Dampfkessel-Überwachungsverein (DÜV) Cöln-Düsseldorf».
1900
El DÜV inspecciona los primeros automóviles y gestiona las pruebas para otorgar la licencia de conducir.
1918
El DÜV expande sus actividades para incluir inspecciones de seguridad en el sector minero y energético.
1936
El DÜV se convierte en TÜV, Technische Überwachungsvereine (Organización de Inspecciones Técnicas) y el DÜV del Rin se convierte TÜV Köln.
1962
TÜV Köln, en ese momento con 600 empleados y seis oficinas, cambia su nombre a TÜV Rheinland e.V.
1967
Fundación de la primera filial nacional de TÜV Rheinland.
1970
Fundación de la primera filial extranjera de TÜV Rheinland.
1978
TÜV Rheinland abre su primera oficina en Asia con una oficina de representación en Tokio.
1980
Se inaugura la primera oficina norteamericana de TÜV Rheinland en la ciudad de Nueva York.
1981
Comienzo de la actividad de TÜV Rheinland Ibérica, S.A. en el sector de la Supervisión de Construcciones y Seguridad de Productos (Marca GS)
1986
TÜV Rheinland establece una delegación en Taiwán.
1988
Se abre la primera oficina en Hong Kong.
1989
Se establece la primera oficina en la China continental, en Shanghái.
1992
TÜV Rheinland Holding AG (una sociedad holding) se estableció para supervisar las operaciones del grupo empresarial.
1995
TÜV Rheinland entra en el continente sudamericano ofreciendo Servicios de Inspección para Automóviles en Córdoba, Argentina.
1997
TÜV Berlin-Brandenburg e.V. y TÜV Rheinland e.V. se fusionan para formar la nueva TÜV Rheinland Berlin-Brandenburg e.V.
2003
TÜV Rheinland Berlin-Brandenburg e.V y TÜV Pfalz e.V. se fusionan para formar la nueva TÜV Rheinland Berlin Brandenburg Pfalz e.V., que finalmente se convertirá en el Grupo TÜV Rheinland.
2004
Reestructuración del grupo empresarial, centralizando las operaciones bajo el paraguas de TÜV Rheinland Holding AG.
2005
Integración de LGA Beteiligungs GmbH junto con dos de los principales institutos húngaros de ensayo.
2006
Pasa a formar parte de la iniciativa El Pacto Mundial de Naciones Unidas. Integración de dos de los institutos de ensayos líderes de Brasil en TÜV Rheinland do Brasil.
2007
La fundación de una filial en Australia otorga al Grupo TÜV Rheinland presencia en todos los continentes (excluyendo la Antártida) a través de sus propias oficinas y filiales.
2012
TÜV Rheinland celebra 140 años. Con Topic Energos.r.o, un comprador CER checo, valida proyectos de comercio con carbón en Corea del Norte, en el condado de Kumya y en otros dos condados en el sur de la provincia de Hamgyong. La granja de cerdos Sokjong fue certificada como «un modelo para la utilización y la eliminación de residuos de origen animal».
2014
Mediante la adquisición de empresas en el sector de la seguridad informática, TÜV Rheinland se está convirtiendo en uno de los proveedores de servicios de ensayos independientes más grandes del mundo para la seguridad informática y de la información.

## Empresas de reciente adquisición
- Geris Engenharia e Serviços Ltda (Brasil) (2010)
- Ductor SA (Brasil) (2007)
- Prüfunternehmen LGA  (Alemania) (2007)[8]
- MBVTI (Hungría) (2006)
- MEEI (Hungría) (2006)
- ITACS (Australia) (2009)
- Sonovation B.V. (Países Bajos) (2011)[9]
- ifes GmbH (Alemania) (2013)
- Institute for Safety Technology ISTec (Alemania) (2014)[10]
- Risktec Solutions Limited (Reino Unido) (2014)
- OpenSky Corp. (Estados Unidos de América) (2014)
- Certio (España) (2019)[11]

## Base de datos de certificados en línea Certipedia
TÜV Rheinland proporciona documentación de todos los productos y empresas probados y certificados en la base de datos de certificados en línea Certipedia. Según TÜV Rheinland, la base de datos tiene como objetivo crear transparencia. Los minoristas, los compradores y los consumidores pueden usar la base de datos de certificados para buscar productos y servicios certificados. Esto puede apoyar su decisión de compra a través de la evaluación documentada de un ensayo neutral y de un organismo de certificación. Basándose en un número de identificación individual la autenticidad de los certificados también se puede verificar.